# Spigelia olfersiana
Spigelia olfersiana är en tvåhjärtbladig växtart som beskrevs av Adelbert von Chamisso och Schltdl.. Spigelia olfersiana ingår i släktet Spigelia och familjen Loganiaceae. Inga underarter finns listade i Catalogue of Life.